# سليمان الحكيم (كاتب)
سليمان الحكيم (علامة استفهام - توفي 2019)، هو كاتب وصحفي وناقد فني مصري. كان من الكتاب البارزين، كتب للعديد من الصحف والدوريات العربية في مختلف المجالات وأصدر عدد من المؤلفات السياسية والأدب. تخرج الحكيم في قسم الصحافة بكلية الآداب جامعة القاهرة عام 1973.

## حياته
يُعد سليمان الحكيم، كاتب ناصري، ومحلل سياسي، وناقد فني، صدر له العديد من الكتب. وكان أيضًا عضوًا بالمجلس الأعلى للصحافة وترأس تحرير جريدة الجيل، وله العديد من المقالات بمجلة أكتوبر والصحف المعارضة والمستقلة والقومية، كما تعرض للاعتقال في عهد الرئيس الراحل أنور السادات، وعلى يد الرئيس الأسبق محمد حسني مبارك. وقضى «الحكيم» سنوات عمره، ثائرًا في مواقفه، مؤمنًا بناصريته التي تمسك بها، رغم نقده اللاذع لمن يسميهم بالمتكسبين من عباءة «ناصر».
وكان الحكيم ممثلا للفريق سعد الدين الشاذلي في سوريا حين شكّل «الجبهة الوطنية المصرية» لمعارضة الرئيس الراحل أنور السادات بعد توقيعه اتفاقية «كامب ديفيد»، وظلّ في دمشق لاجئا سياسيا إلى أن تم اغتيال السادات فعاد إلى مصر بعفو رئاسي أصدره الرئيس الأسبق حسني مبارك فور تولّيه الحكم.[بحاجة لمصدر]
وكان الحكيم قد رفض الانضمام إلى حزب البعث شرطا لإلحاقه بالعمل بإحدى الصحف العراقية، وقد نصحه الكاتب الصحفي محمود السعدني بمغادرة العراق بعدها حتى لا يتعرض للتنكيل، فهرب من بغداد إلى دمشق فاستقبله الفريق الشاذلي ليسند له رئاسة مكتب الجبهة في دمشق وبيروت.[بحاجة لمصدر]
وبعدها قام الحكيم بتأسيس إذاعة صوت «مصر العربية» من دمشق وهي إذاعة كانت موجهة إلى الداخل في مصر لمعارضة كامب ديفيد والعلاقات مع إسرائيل.[بحاجة لمصدر]
وقد كان الحكيم قبل خروجه من مصر يعمل مديرا لتحرير سلسلة «اقرأ» بمجلة «أكتوبر» وقد فصله الكاتب الصحفي الراحل أنيس منصور بسبب معارضته للزيارات المتكررة التي كان يقوم بها بعض ساسة وصحفيي إسرائيل لأنيس منصور في مكتبه بمقر المجلة، آنذاك.

## وفاته
توفي فجر يوم السبت 5 أكتوبر 2019 في مستشفى الصدر بالإسماعيلية. بعد صراع مع المرض. وشيعت الجنازة بعد ظهر السبت، من مسجد الجمعية الشرعية بقرية فنارة التابعة لمركز مدينة فايد بمحافظة الإسماعيلية.

## من مؤلفاته
أثرى «الحكيم» المكتبة العربية بالعديد من المؤلفات القيمة من بينها:
- «رسالة إلى الوالي».
- «اعترافات شيخ الشيوعيين محمود أمين العالم».
- «شهادات في الفكر والسياسة».
- «عبد الناصر والإخوان».
- «تحية كاريوكا بين الرقص والسياسة».
- «أباطيل الفراعنة».
- «المعاني في الأغاني».
- «خطي مشيناها»
- «بالفم المليان»
- «الجيار يتذكر»
- «يهود ولكن مصريون»
- «نقوش على جدران الزمن»
- «لعبة الانتخابات اللبنانية»
- «عبد الناصر والإسلام»